# Прибачево
Прибачево (мкд. Прибачево) је насеље у Северној Македонији, у источном делу државе. Прибачево је у саставу општине Кочани.

## Географија
Прибачево је смештено у источном делу Северне Македоније. Од најближег града, Кочана, насеље је удаљено 5 km југоисточно.
Насеље Прибачево се налази у историјској области Кочанско поље, у средишњем делу поља. Стога је сеоски атар равничарски и добро обрађен. Непосредно јужно од насеља протиче река Брегалница. Надморска висина насеља је приближно 330 метара. 
Месна клима је континентална.

## Становништво
Прибачево је према последњем попису из 2002. године имало 388 становника.
Претежно становништво у насељу су етнички Македонци (100%).
Већинска вероисповест месног становништва је православље.